# Cantaderas (grupo vocal)
Cantaderas es un grupo vocal español dedicado a recuperar la música antigua, cantada por mujeres (cantaderas), y otros temas de la tradición oral musical.

## Historia
Cantaderas lo componen Ana Arnaz de Hoyos, Paloma Gutiérrez del Arroyo, June Telletxea García y Anne Marie Lablaude. Formadas todas ellas en música medieval, desarrollan por separado su trayectoria profesional en distintos centros europeos. El nombre del grupo es un homenaje a las cantantes profesionales medievales conocidas como cantaderas.
Nacieron como grupo de investigación para poner en común las investigaciones realizadas sobre la percusión y la vocalización medievales. A pesar de vivir en distintas ciudades europeas, se reunieron para saltar a la interpretación y poner así en práctica sus descubrimientos teóricos.
Basándose en los cancioneros recogidos a finales del siglo XIX y XX por autores como Manuel García Matos o Kurt Schlindler, aplican sus conocimientos sobre música medieval, combinando música tradicional y antigua, y de esta forma poder interpretar también repertorios medievales tales que las Cantigas de Santa María, las cantigas de amigo o las composiciones trovadorescas.
Se acompañan de distintos instrumentos de percusión, panderetas y panderos cuadrados.

## Repertorios
Devota Fecunditas basado en los rituales sobre la fecundidad y prácticas paralitúrgicas en la tradición. Compuesto sobre piezas populares aún vivas, en castellano y bable, y las Cantigas de Santa María en galaico portugués.
Catharsis dedicado a uno de los periodos más importantes del ciclo litúrgico, la Semana Santa. El repertorio medieval escogido es el Manuscrito de Florencia (1240).
As festas do anno se centra en las últimas cantigas del Códice Princeps de El Escorial, escritas para ser cantadas en determinadas fiestas del año: la Epifanía, la Anunciación, la Ascensión, la Asunción y la fiesta del mes de mayo (dedicada a la Virgen), y en piezas de tradición oral de la península relacionadas con ellas.
Leyendo el Libro de los Cielos (Reading Heaven’s Book), en el que establecen un diálogo entre el canto religioso de los siglos IX-XII y el de tradición oral recogido a principios del siglo XX en la península ibérica. El trabajo de Cantaderas busca resaltar así las características comunes de dos repertorios musicales lejanos en el tiempo haciéndolos dialogar.

## Actuaciones destacadas
- 2017. 17 y 18 de junio. Simposio «Mujer y folklore» en la Fundación Joaquín Díaz: Devota Fecunditas.
- 2017. 2 de septiembre. Concierto en el Early Music Festival ‘Voix et route romaines’ Alsacia: Festas de St. Maria e nostro Sr. Jesucristo.
- 2018. 26 de mayo. Concierto en la Fundación Juan March: Devota Fecunditas.
- 2018. 22 y 23 de septiembre. Concierto en el Festival Internacional de Música Via Astern en el Monte Saint- Michel: As festas do anno.
- 2019. 23 de junio. Presentación de Catharsis en Kleinhünningen Dorfkirche (Basilea) en el concierto anual organizado por Stimmen 4057. Contaron con la colaboración adicional de Araceli Fernández (voz y tambores) y Lucía Pérez (gaita de folle y tambores).
- 2019 1 al 20 de septiembre concierto en el Festival Espazos Sonoros en la iglesia de Santa Liberada en Bayona con el programa Catharsis.
- 2020. 19 de septiembre. Presentación en el Festival «Voix et route romaine» del programa La rosa de los vientos.
- 2021. 8 de julio. Santuario de Estíbaliz. Leyendo el Libro de los Cielos con charla explicativa.[7]

## Discografía
- 2020. As festas do anno. Arion.[8]